# Paragomphus machadoi
Paragomphus machadoi is een libel uit de familie van de rombouten (Gomphidae). De wetenschappelijke naam van de soort werd in 1961 gepubliceerd door Elliot Pinhey.
De soort staat op de Rode Lijst van de IUCN als niet bedreigd, beoordelingsjaar 2015.

## Synoniemen
- Paragomphus interruptus Cammaerts, 1968